# IWGP
IWGPは、かつて新日本プロレスが開催していた「IWGPリーグ戦」の名称及び同団体が管理、認定しているチャンピオンベルトの名称。正式名称はインターナショナル・レスリング・グランプリ（International Wrestling Grand Prix、国際レスリング大賞）。

## 概要
IWGPはプロレス界における世界最強の男を決めるという考えの下にアントニオ猪木が提唱したものである。各地域や各々の団体にチャンピオンベルトがある事で真のチャンピオンを決めるべき姿を確立する為の目的で、当初の計画では日本で開幕戦を行い、韓国→中近東→欧州→メキシコと転戦して決勝をニューヨークで行う予定だったが計画が壮大すぎたことに加え、「プロレス界における世界最強の男を決める」と言うプランから、それぞれの地区で王者を抱えていたプロモーターからの協力も得られず、紆余曲折の末1983年5月6日に蔵前国技館で第1回「IWGPリーグ戦」を開催。第1回「IWGPリーグ戦」決勝のハルク・ホーガン対猪木戦におけるホーガンのアックスボンバーによるアントニオ猪木の失神KOシーンが有名。第2回「IWGPリーグ戦」でも両者は決勝で戦ったが長州力の乱入によるリングアウトで猪木が勝利。
IWGPヘビー級王座に先駆ける形で1985年12月12日にIWGPタッグ王座、1986年2月6日にIWGPジュニアヘビー級王座が創立されて、本来の目的であったIWGPヘビー級のリーグ戦は1987年の第5回まで行われ、6月12日に第5回「IWGPリーグ戦」を制した猪木に初代IWGPヘビー級王者としてチャンピオンベルトが授与された。以降はIWGPはチャンピオンベルトの名称として現在まで受け継がれている。

## IWGP構想
新日本プロレスの旗揚げ当時は、世界最高峰のプロレス団体、最高の権威を持つと言われていたのがNWAであった。このNWAに加盟しなければNWA世界ヘビー級王者も招聘することはできず、タイトルに挑戦することもできなかった。しかし、NWA加盟は新日本にとって高いハードルであった。元々日本のプロレス界とNWAは深いつながりを持っていた。力道山の存命中から、当時の世界王者であったルー・テーズを招聘してタイトルマッチも実現している。日プロは崩壊するまで、NWA加盟団体であった。
NWAは1ヶ国（1地域）に1団体という規定があり、日本はすでに日プロが加盟していたが、ジャイアント馬場が全日本プロレスを旗揚げすると、アメリカ遠征時代の深い関わりから、臨時総会が開かれて加盟が認められている。これに対して新日本は、猪木の知名度がアメリカでは馬場よりも大きく劣ることもあって、ほとんど無視されているような状態であった。
閉ざされていたNWA加盟への道を切り開くきっかけを与えてくれたのは、NWA内では「反主流派」と目されていたWWFのビンス・マクマホン、NWAハリウッド・レスリングのマイク・ラベール（ロサンゼルスのプロモーター）であった。彼らは独占禁止法を盾に取ってNWAに対して訴訟を起こしてはどうかと提案。こうした経緯もあって新日本は1970年代後半にNWA加盟が認められた。しかし、NWAでは実務的な話しかされず、さらにNWA世界ヘビー級王者を招聘してタイトルマッチができるのは既存のプロモーター（つまり全日本）だけという条件も付けられていた。
何かと障害があり不自由が多いNWAでの活動に辟易していた新間寿は、ある時お経を読んでいるときにIWGP構想を思いついた。時を同じくして、猪木から「新間、NWAには入ったけど、チャンピオンは来ない。何かいいアイディアはないか」という話があり、新間は「簡単じゃないですか。NWAの上にいくやつを創りましょう。創れるか創れないかではなく、創ればいいんですよ」と申し出た。
その後、WWFの全米制圧によりNWAの権威が失墜し、現在は逆に新日本の興行ではIWGPの方がNWAよりも権威ある王座となっており、IWGPのタイトルマッチの前座でNWAのタイトルマッチが組まれるという逆転現象が起きている。

## IWGPルール
- 試合時間は60分1本勝負。
- 試合の決着はフォール、ギブアップ、KO、リングアウト、レフェリーストップ、ドクターストップ、反則、ノーコンテストで決まる。いずれの場合も挑戦者が勝利した場合は王座が移動する。
- 時間切れは引き分け。ただし、両者リングアウトは適用せず、試合時間内であれば何度でも再試合とする。
- 王座保持者は原則としてタイトル獲得後6ヶ月以内に防衛戦を行わなければならない。
- いずれも対戦者同士の合意があればルールを変更することができる。

## 王座一覧
IWGP王座
- IWGP世界ヘビー級王座（IWGPヘビー級王座、IWGPインターコンチネンタル王座の統一王座）
- IWGP GLOBALヘビー級王座
- IWGP USヘビー級王座
- IWGPタッグ王座
- IWGPジュニアヘビー級王座
- IWGPジュニアタッグ王座
- IWGP U-30無差別級王座
- IWGP女子王座

NEVER王座
- NEVER無差別級王座
- NEVER無差別級6人タッグ王座

STRONG王座
- STRONG無差別級王座
- STRONG無差別級タッグ王座
- STRONG女子王座

NJPW WORLD王座
- NJPW WORLD認定TV王座

KOPW王座
- KOPW王座

非認定王座
- グレーテスト18クラブ王座

## IWGP実行委員会
現在
- 獣神サンダー・ライガー
- タイガー服部
- 菅林直樹
- 松本仁司

過去
- 山本小鉄
- 垣原賢人
- ミラノコレクションA.T.
- 坂口征二
- 小林邦昭
- 永田裕志

## チャンピオンベルトについて
1997年、橋本真也がIWGPヘビー級王座を保持の際にチャンピオンベルトが2代目になる（初代IWGPヘビー級王座のチャンピオンベルトは創設者のアントニオ猪木に寄贈）、その後、IWGPジュニアヘビー級王座とIWGPタッグ王座のチャンピオンベルトが2代目になり、IWGPジュニアタッグ王座が創設され、チャンピオンベルトの巻く部分だけ統一デザインになる。
2005年10月8日、IWGPヘビー級王座のチャンピオンベルトは3代目となるが保持していたブロック・レスナーが防衛戦を行わないままアメリカに持ち帰ってしまったため、しばらくは2代目IWGPヘビー級王座のチャンピオンベルトを代用していた。
2007年6月29日、両国国技館で開催されたIGF旗揚げ戦でレスナーがカート・アングルと非公式IWGPヘビー級選手権試合を行い、カートが3代目IWGPヘビー級王座を獲得。
2008年2月17日、新日本プロレス両国国技館大会でカートが正式王者の中邑真輔と「IWGPヘビー級選手権試合 ベルト統一戦」が行われ、中邑が勝利して4代目IWGPヘビー級王座のチャンピオンベルトが誕生（2代目IWGPヘビー級王座は、そのチャンピオンベルトを初めて保持した橋本の家族に寄贈された）。その後、2代目IWGPジュニアヘビー級王座、2代目IWGPタッグ王座、初代IWGPジュニアタッグ王座のチャンピオンベルトも新調された。

## その他
- IWGPヘビー級王座のチャンピオンベルトは1983年に開催された第1回「IWGPリーグ戦」にあたって作成され優勝者のハルク・ホーガンが巻いたものが初代チャンピオンベルトで、1997年に新日本プロレス創立25周年を記念して2代目IWGPヘビー級王座のチャンピオンベルトが作られ継承されていたがアントニオ猪木から初代IWGPヘビー級王座のチャンピオンとして指名を受けた藤田和之、2代目IWGPヘビー級王座のチャンピオンベルトを継承していた第28代王者のスコット・ノートンとの間で2001年4月9日に大阪ドームで「2本の新旧IWGPヘビー級王座のチャンピオンベルト統一戦」が行われ、この一戦に勝利した藤田が2本の新旧IWGPヘビー級王座のチャンピオンベルトを獲得。2005年9月30日、サイモン・ケリー猪木の新社長就任披露パーティーが行われ、アメリカで作成された3代目IWGPヘビー級王座のチャンピオンベルトが藤田に授与された。10月8日、新日本東京ドーム大会でブロック・レスナーが獲得。その後、剥奪されて新王者となった中邑真輔が4代目IWGPヘビー級王座のチャンピオンベルトの作成を示唆。
- IWGPが認定する全王座を制覇したのは1996年1月4日に第18代IWGPヘビー級王者となった高田延彦[5]が最初で現在のところただ1人である（獲得当時の記録。IWGPヘビー級王座、IWGPタッグ王座、IWGPジュニアヘビー級王座を獲得。その後、IWGPジュニアタッグ王座、IWGP U-30無差別級王座、IWGPインターコンチネンタル王座、IWGP USヘビー級王座、IWGP世界ヘビー級王座、IWGP女子王座、IWGP GLOBALヘビー級王座が創設された）。
- 2005年、IWGPの創設に深く関わった新間寿はIWGPなる大会を開いたことがある。ただし、大会名は「International Woman GP」の略で当のIWGPとは無関係。この大会は女子選手による大会だが男子選手も参戦していた。